# Гіппократові серпки

Гіппократовим серпком є ліва верхня заштрихована область. Її площа дорівнює площі заштрихованого трикутника в правій частині знизу.

Гіппокра́тові серпки́ — утворені двома дугами з різним радіусом фігури, які описав Гіппократ Хіоський в V столітті до н. е. Їх особливість в тому, що ці фігури можливо квадратурувати, тобто за допомогою циркуля і лінійки можна побудувати рівновеликі їм прямокутники. Гіппократ сподівався на цьому шляху вирішити проблему квадратури круга.
Гіппократ отримав три квадратуровані серпки. Даніель Бернуллі в «Математичних вправах» (1724) вказав умову, яку повинні задовольняти алгебраїчно квадратуровні серпки, і привів рівняння, що дає четверту. Трохи пізніше, фінський математик М. Й. Валленіус (1766) і незалежно від нього Л. Ейлер (1771) також виявили ту ж четверту і на додаток до неї, ще п'яту. У 1840 році Томас Клаузен незалежно виявив і досліджував ті ж два негіппократових типи квадратуровних серпків. Пізніше, в 1930-і роки, М. Г. Чеботарьов і А. В. Дороднов довели, що інших типів квадратуровних серпків, крім зазначених п'яти, не існує.
П'яти типам квадратуровних серпків відповідають такі відношення зовнішньої і внутрішньої дуг серпків.
Відкриті Гіппократом. 2:1; 3:2; 3:1. Кути: (180°:90°), (160,9°:107,2°), (205,6°:68,5°).
Дві наступні. 5:1; 5:3. Кути: (234.4°:46.9°) і (168.0°:100.8°).